# Liste der Lieder von Vanessa Mai
Dies ist eine Liste der aufgenommenen und veröffentlichten Lieder der deutschen Popschlager-Sängerin Vanessa Mai und ihren Veröffentlichungen als Wolkenfrei bzw. mit ihrer gleichnamigen Band Wolkenfrei. Die Reihenfolge der Titel ist alphabetisch nach Neukompositionen, Coverversionen und unveröffentlichten Liedern sortiert. Sie gibt Auskunft über die Urheber und auf welchem Tonträger die Lieder erstmals zu finden sind. Ausgenommen in dieser Liste sind eigene Neuauflagen (Coverversionen) ohne anderer Besetzung oder Remixe.

## Neukompositionen

### #
| Titel         | Autoren                                                                     | Album                     | Jahr |
| ------------- | --------------------------------------------------------------------------- | ------------------------- | ---- |
| 747           | Philipp Evers, Martin Haller, Jules Kalmbacher, Vanessa Mai, Jens Schneider | Metamorphose              | 2022 |
| 100% verliebt | Christoph Cronauer, Daniel Cronauer, Vanessa Mai, Matthias Zürkler          | —                         | 2025 |
| 1.000 Lieder  | Felix Gauder, Lukas Loules, Oliver Novakovic                                | Regenbogen (Gold Edition) | 2018 |

### A
| Titel                                   | Autoren | Album        | Jahr |
| --------------------------------------- | --- | ------------ | ---- |
| Als ob du mich liebst (mit Mike Singer) | Ossama El Bourno, Joshua Harfst, Samuel Harfst, Jules Kalmbacher, Vanessa Mai, Jens Schneider, Mike Singer | Metamorphose | 2021 |
| Augenblick                              | Christoph Cronauer, Daniel Cronauer, Robin Kallenberger, Vanessa Mai, Matthias Zürkler                     | Mai Tai      | 2021 |
| Aus & vorbei                            | Christoph Cronauer, Daniel Cronauer, Vanessa Mai, Julian Töws, Matthias Zürkler                            | Metamorphose | 2022 |

### B
| Titel                       | Autoren                                                    | Album           | Jahr |
| --------------------------- | ---------------------------------------------------------- | --------------- | ---- |
| Beste Version               | Daniel Deimann, Junkx, Vanessa Mai, Joe Walter             | Für immer       | 2019 |
| Bis zum Morgenrot           | Felix Gauder, Daniel Gramer, Oliver Novakovic, Linda Stark | Hotel Tropicana | 2023 |
| Bitte geh nicht             | Jules Kalmbacher, Vanessa Mai, Jens Schneider              | Metamorphose    | 2022 |
| Blue (Silverjam Single Mix) | Mark Hiller, Vanessa Mai, Silverjam, Stefan Ultsch         | Für immer       | 2020 |

### C
| Titel          | Autoren                                          | Album           | Jahr |
| -------------- | ------------------------------------------------ | --------------- | ---- |
| Champs-Élysées | Olaf Roberto Bossi, Felix Gauder, Alexandra Kuhn | Endlos verliebt | 2014 |

### D
| Titel                                        | Autoren                                                            | Album           | Jahr |
| -------------------------------------------- | ------------------------------------------------------------------ | --------------- | ---- |
| Der Eine                                     | Christoph Cronauer, Daniel Cronauer, Vanessa Mai, Matthias Zürkler | Mai Tai         | 2021 |
| Der Himmel reißt auf (mit Joel Brandenstein) | Joel Brandenstein, Simon Müller-Lerch                              | Frei            | 2020 |
| Der Kopf sagt nein, das Herz schreit ja!     | Olaf Roberto Bossi, Felix Gauder, Alexandra Kuhn                   | Wachgeküsst     | 2015 |
| Der Zaubertrank ist leer                     | Olaf Roberto Bossi, Felix Gauder, Alexandra Kuhn                   | Endlos verliebt | 2014 |
| Die Zeit heilt alle Wunden                   | Basti Becks, Felix Gauder                                          | Hotel Tropicana | 2023 |
| Dieser eine Augenblick                       | Dieter Bohlen                                                      | Regenbogen      | 2017 |
| Du berührst mein Herz                        | Olaf Roberto Bossi, Felix Gauder, Oliver Novakovic                 | Wachgeküsst     | 2015 |
| Du bist meine Insel                          | Tobias Reitz, Thomas Rosenfeld                                     | Endlos verliebt | 2013 |
| Du und ich                                   | Dieter Bohlen, Oliver Lukas                                        | Für Dich        | 2016 |
| Du warst mein Leben                          | Olaf Roberto Bossi, Felix Gauder                                   | Endlos verliebt | 2014 |

### E
| Titel                           | Autoren                                                                                              | Album           | Jahr |
| ------------------------------- | --- | --------------- | ---- |
| Echo                            | Alice Gernandt, Fabian Römer, Jaakko Salovaara, Patric Sarin                                         | Regenbogen      | 2017 |
| Ein Engel in der Weihnachtszeit | Olaf Bossi, Felix Gauder, Alexandra Kuhn                                                             | —               | 2015 |
| Ein letztes Mal                 | Christoph Cronauer, Daniel Cronauer, Vanessa Mai, Matthias Zürkler                                   | Für immer       | 2020 |
| Ein Zelt am See                 | Felix Gauder, Oliver Lukas, Oliver Novakovic                                                         | Wachgeküsst     | 2015 |
| Eine Sekunde                    | Christoph Cronauer, Daniel Cronauer, Kai Fichtner, Robin Kallenberger, Vanessa Mai, Matthias Zürkler | Mai Tai         | 2021 |
| Einmal Las Vegas und zurück     | Olaf Bossi, Felix Gauder                                                                             | Hotel Tropicana | 2023 |
| Endlos verliebt                 | Fredi Malinowski                                                                                     | Endlos verliebt | 2014 |
| Endlich wieder ich              | Olaf Roberto Bossi, Felix Gauder, Alexandra Kuhn                                                     | Endlos verliebt | 2014 |
| Es wird schon hell über Berlin  | Felix Gauder, Oliver Lukas, Oliver Novakovic                                                         | Wachgeküsst     | 2015 |

### F
| Titel                          | Autoren                                                       | Album                            | Jahr |
| ------------------------------ | ------------------------------------------------------------- | -------------------------------- | ---- |
| Fallschirm                     | Timothy Auld, Choukri Gustmann, Katerina Loules, Lukas Loules | Schlager                         | 2018 |
| Felsenfest                     | Tamara Olorga, Nico Rebscher, Alvaro Tauchert                 | Wachgeküsst                      | 2015 |
| Feuer und Eis                  | Felix Gauder, Daniel Gramer, Oliver Novakovic                 | Schlager (Digital/Deluxe Fanbox) | 2018 |
| Flieg mit mir                  | Felix Gauder, Daniel Gramer, Oliver Novakovic                 | Hotel Tropicana                  | 2023 |
| Forever (Silverjam Single Mix) | Mark Hiller, Vanessa Mai, Silverjam, Stefan Ultsch            | Für immer                        | 2020 |

### G
| Titel                 | Autoren                                                                                | Album           | Jahr |
| --------------------- | -------------------------------------------------------------------------------------- | --------------- | ---- |
| Geb nie auf           | Christoph Cronauer, Daniel Cronauer, Robin Kallenberger, Vanessa Mai, Matthias Zürkler | Mai Tai         | 2021 |
| Geheimnis einer Nacht | Olaf Roberto Bossi, Felix Gauder, Alexandra Kuhn                                       | Endlos verliebt | 2014 |
| Glücksbringer         | Felix Gauder, Laura Kloos, Oliver Novakovic                                            | Schlager        | 2018 |

### H
| Titel | Autoren                                                                                                  | Album           | Jahr |
| --- | --- | --------------- | ---- |
| Happy End (feat. Sido) | Martin Haller, Jules Kalmbacher, Vanessa Mai, Jens Schneider, Julian Schwizler, Paul Würdig              | Metamorphose    | 2021 |
| Hast du jemals (feat. Xavier Naidoo)                                                                                           | Ronja Amundsen, Jules Kalmbacher, Xavier Naidoo                                                          | Für immer       | 2019 |
| Heimlich nach dir gesehnt | Fredi Malinowski                                                                                         | Endlos verliebt | 2014 |
| Herz an Herz | Dieter Bohlen, Oliver Lukas                                                                              | Für Dich        | 2016 |
| Highlight auch bekanns als: Du bist mein Highlight (No puedo estar sin ti) (mit Lérica) oder auch Highlight (Ti si moja snaga) | Christoph Cronauer, Daniel Cronauer, Vanessa Mai, Simon Müller-Lerch, Nico Wellenbrink, Matthias Zürkler | Für immer       | 2020 |
| Himbeerrot (One Kiss) | Christoph Cronauer, Vanessa Mai, Matthias Zürkler                                                        | —               | 2024 |
| Hotel Tropicana | Felix Gauder, Daniel Gramer, Oliver Novakovic                                                            | Hotel Tropicana | 2023 |

### I
| Titel                                                | Autoren                                                       | Album              | Jahr |
| ---------------------------------------------------- | ------------------------------------------------------------- | ------------------ | ---- |
| Ich hätte niemals gedacht                            | Dieter Bohlen                                                 | Regenbogen         | 2017 |
| Ich hör auf mein Herz                                | Dieter Bohlen, Oliver Lukas                                   | Für Dich           | 2016 |
| Ich kann heut’ Nacht nicht schlafen                  | Dieter Bohlen, Vanessa Mai                                    | Regenbogen         | 2017 |
| Ich liebe dich                                       | Dieter Bohlen                                                 | Für Dich           | 2016 |
| Ich seh’ den Engel in Dir (mit Raphaela Gouromichou) | Raphaela Gouromichou                                          | Dein Song 2019     | 2019 |
| Ich vermiss dich so                                  | Dieter Bohlen                                                 | Regenbogen         | 2017 |
| Ich versprech dir nichts und geb dir alles           | Olaf Roberto Bossi, Felix Gauder, Alexandra Kuhn              | Endlos verliebt    | 2014 |
| Ich wollt dich nur für eine Nacht                    | Felix Gauder, Katerina Loules, Lukas Loules, Oliver Novakovic | Schlager           | 2018 |
| Igel                                                 | Matthias Distel, Dominik de Leon, Sohn des Zeus, und ne Taube | Nummer eins        | 2023 |
| In all deinen Farben                                 | Tamara Olorga, Lena Pesch                                     | Wachgeküsst        | 2015 |
| Intro                                                | Felix Gauder                                                  | Wachgeküsst (Live) | 2015 |

### J
| Titel                                            | Autoren                                                                  | Album           | Jahr |
| ------------------------------------------------ | ------------------------------------------------------------------------ | --------------- | ---- |
| Ja bei Nacht da leuchten all die Sterne          | Dieter Bohlen                                                            | Regenbogen      | 2017 |
| Ja Nein Vielleicht (Stereoact feat. Vanessa Mai) | Dominik Köhl, Buket Kocates, Stereoact, Joshua Stolten, Matthias Zürkler | Für immer       | 2019 |
| Jalousie                                         | Matthias Distel, Stephan Endemann, Dominik de Leon, Malin Metten         | Matrix          | 2024 |
| Jeans, T-Shirt und Freiheit                      | Olaf Bossi, Felix Gauder, Alexandra Kuhn                                 | Endlos verliebt | 2013 |

### K
| Titel                | Autoren                                     | Album           | Jahr |
| -------------------- | ------------------------------------------- | --------------- | ---- |
| Kann’s nicht glauben | Dieter Bohlen, Oliver Lukas                 | Für Dich        | 2016 |
| Küss mich noch mal   | Justin Balk, Felix Gauder, Oliver Novakovic | Endlos verliebt | 2014 |

### L
| Titel                           | Autoren                                                                                            | Album                                     | Jahr |
| ------------------------------- | -------------------------------------------------------------------------------------------------- | ----------------------------------------- | ---- |
| Landebahn (feat. Ardian Bujupi) | Ardian Bujupi, Jules Kalmbacher, Dominik Lange, Vanessa Mai, Jens Schneider                        | Mai Tai                                   | 2021 |
| Leb den Tag zweimal             | Florian Apfl, Matthias Distel, Dominik de Leon, Patrick Liegl, Malin Metten, Lucie Paradis         | Matrix                                    | 2024 |
| Leichter                        | Christoph Cronauer, Daniel Cronauer, Kai Fichtner, Vanessa Mai, Nico Wellenbrink, Matthias Zürkler | Mai Tai                                   | 2021 |
| Liebe fragt nicht               | Dieter Bohlen                                                                                      | Regenbogen                                | 2017 |
| Limited Edition                 | Florian Apfl, Megan Ashworth, Patrick Liegl                                                        | Matrix                                    | 2024 |
| Leuchtturm                      | Olaf Roberto Bossi, Felix Gauder, Alexandra Kuhn                                                   | Wachgeküsst (Media-Markt-/Saturn-Edition) | 2015 |
| Löwenherz                       | Vivien Behr, Matthias Distel, Dominik de Leon, Jan Niklas Simonsen                                 | Matrix                                    | 2024 |
| Lobby                           | Christoph Cronauer, Daniel Cronauer, Vanessa Mai, Elżbieta Steinmetz, Matthias Zürkler             | —                                         | 2024 |
| Love Song                       | Felix Gauder, Laura Kloos, Oliver Novakovic                                                        | Schlager                                  | 2018 |

### M
| Titel                          | Autoren | Album                                   | Jahr |
| ------------------------------ | --- | --------------------------------------- | ---- |
| Mai Tai                        | Christoph Cronauer, Daniel Cronauer, Vanessa Mai, Matthias Zürkler                                                                       | Mai Tai                                 | 2021 |
| Maisterwerk                    | Christoph Cronauer, Daniel Cronauer, Vanessa Mai, Matthias Zürkler                                                                       | Für immer                               | 2020 |
| Matrix                         | Matthias Distel, Stephan Endemann, Dominik de Leon, Jan Niklas Simonsen                                                                  | Matrix                                  | 2024 |
| Meilenweit                     | Dieter Bohlen | Für Dich                                | 2016 |
| Mein Herz schlägt Schlager     | Felix Gauder, Oliver Lukas, Oliver Novakovic                                                                                             | Wachgeküsst                             | 2015 |
| Mein Herz schlägt Schlager 2.0 | Christoph Cronauer, Daniel Cronauer, Vanessa Mai, Matthias Zürkler                                                                       | Für immer                               | 2020 |
| Mein Sommer                    | Choukri Gustmann, Katerina Loules, Lukas Loules                                                                                          | Schlager                                | 2018 |
| Meine größte Schwäche          | Lukas Loules | Für immer                               | 2020 |
| Melatonin (feat. ART)          | Christoph Cronauer, Daniel Cronauer, Niklas Esterle, Evgenij Kazakov, Adrian Kitzinger, Vanessa Mai, Marco Tscheschlok, Matthias Zürkler | Metamorphose                            | 2022 |
| Mit dem Herz durch die Wand    | Dieter Bohlen | Regenbogen (Limitierte Special Edition) | 2017 |
| Mitternacht (feat. Fourty)     | Christoph Cronauer, Daniel Cronauer, René Rackwitz, Vanessa Mai, Matthias Zürkler                                                        | Mai Tai                                 | 2020 |
| Morgenlicht                    | Christoph Cronauer, Daniel Cronauer, Vanessa Mai, Matthias Zürkler                                                                       | Mai Tai                                 | 2021 |

### N
| Titel                    | Autoren                                           | Album        | Jahr |
| ------------------------ | ------------------------------------------------- | ------------ | ---- |
| Nachts an meinem Fenster | Dieter Bohlen                                     | Regenbogen   | 2017 |
| Nicht von dieser Erde    | Florian Apfl, Megan Ashworth, Patrick Liegl       | Matrix       | 2024 |
| Nie wieder               | Katharina Löwel, Vanessa Mai, Bernhard Wittgruber | Regenbogen   | 2017 |
| Niemals                  | Lukas Hilbert, Hubert Molander, Emanuel Treu      | Schlager     | 2018 |
| No Hard Feelings         | Esther Graf, David Levy, Vanessa Mai, Robin Wick  | Metamorphose | 2022 |

### O
| Titel     | Autoren                                                              | Album    | Jahr |
| --------- | -------------------------------------------------------------------- | -------- | ---- |
| Oben      | Berislaw Audenaerd, Steven Fritsch, Hannes Sigl, Jan Niklas Simonsen | Matrix   | 2023 |
| Ohne dich | Dieter Bohlen                                                        | Für Dich | 2016 |

### P
| Titel            | Autoren | Album    | Jahr |
| ---------------- | --- | -------- | ---- |
| Phänomenal       | Dieter Bohlen, Oliver Lukas | Für Dich | 2016 |
| Pink (feat. HBz) | Vivien Behr, Niklas Brüsewitz, Stephan Endemann, Steven Fritsch, Nicolai Schanz, Nils Schedler, Hannes Sigl, Jan Niklas Simonsen, David Wessel | Matrix   | 2024 |

### R
| Titel             | Autoren                                                      | Album      | Jahr |
| ----------------- | ------------------------------------------------------------ | ---------- | ---- |
| Regenbogen        | Dieter Bohlen                                                | Regenbogen | 2017 |
| Ruf nicht mehr an | Martin Haller, Jules Kalmbacher, Vanessa Mai, Jens Schneider | Mai Tai    | 2021 |

### S
| Titel                             | Autoren                                                                                | Album                              | Jahr |
| --------------------------------- | -------------------------------------------------------------------------------------- | ---------------------------------- | ---- |
| Safe Du                           | Christoph Cronauer, Daniel Cronauer, Robin Kallenberger, Vanessa Mai, Matthias Zürkler | Mai Tai                            | 2021 |
| Schenk’ mir den Morgen danach     | Olaf Roberto Bossi, Felix Gauder, Alexandra Kuhn                                       | Wachgeküsst                        | 2015 |
| Schmetterling der Nacht           | Olaf Roberto Bossi, Felix Gauder, Alexandra Kuhn                                       | Wachgeküsst (Shop24Direct-Edition) | 2015 |
| Schönster Moment                  | Alexander Kronlund, Lukas Loules, Tryna Loules                                         | Regenbogen                         | 2017 |
| Schwarze Herzen (feat. Civo)      | Christoph Cronauer, Vanessa Mai, Ben Selimovic, Julian Töws, Matthias Zürkler          | Metamorphose                       | 2022 |
| Selfie von heut Nacht             | Felix Gauder, Julia Kautz, Oliver Novakovic                                            | Hotel Tropicana                    | 2023 |
| Solange es dich gibt              | Dieter Bohlen                                                                          | Regenbogen (Gold Edition)          | 2018 |
| Sommer (Dikka feat. Vanessa Mai)  | Simon Müller-Lerch, Paul Neumann                                                       | Die tollsten Tage mit Dikka        | 2024 |
| Sommerliebe                       | Olaf Roberto Bossi, Felix Gauder, Alexandra Kuhn                                       | Wachgeküsst                        | 2015 |
| Sommerwind                        | Christoph Cronauer, Daniel Cronauer, Vanessa Mai, Matthias Zürkler                     | Mai Tai                            | 2020 |
| Sorry Sorry                       | Christoph Cronauer, Daniel Cronauer, Vanessa Mai, Matthias Zürkler                     | —                                  | 2025 |
| SOS Prinzessin in Not             | Olaf Roberto Bossi, Felix Gauder                                                       | Endlos verliebt                    | 2014 |
| Spiegel, Spiegel (mit Axel Prahl) | Louis Berton, Michael Herberger, Louis Leibfried                                       | Für immer                          | 2020 |
| Stärker                           | Madizin, Simon Müller-Lerch                                                            | Schlager                           | 2018 |
| Stadtbezirk                       | Christoph Cronauer, Daniel Cronauer, Vanessa Mai, Robin Wick, Matthias Zürkler         | Metamorphose                       | 2022 |
| Sternenmeer                       | Tobias Röger, Simon Werle                                                              | Regenbogen                         | 2017 |
| Süchtig                           | Christoph Cronauer, Daniel Cronauer, Vanessa Mai, Matthias Zürkler                     | Metamorphose                       | 2022 |
| Südseewind auf der Haut           | Olaf Roberto Bossi, Felix Gauder, Oliver Lukas                                         | Wachgeküsst                        | 2015 |
| Summer Kisses                     | Felix Gauder, Daniel Gramer, Oliver Novakovic                                          | Hotel Tropicana                    | 2023 |
| Summer Nights                     | Christoph Cronauer, Daniel Cronauer, Vanessa Mai, Robin Wick, Matthias Zürkler         | Metamorphose                       | 2022 |

### T
| Titel                                | Autoren                          | Album  | Jahr |
| ------------------------------------ | -------------------------------- | ------ | ---- |
| Tragic (Never Let Go) (feat. Tribbs) | Ashley Hicklin, Mikołaj Trybulec | Matrix | 2024 |

### U
| Titel                                     | Autoren | Album           | Jahr |
| ----------------------------------------- | --- | --------------- | ---- |
| Unbekannter Engel                         | Dieter Bohlen | Regenbogen      | 2017 |
| Und wenn ich träum                        | Dieter Bohlen | Regenbogen      | 2017 |
| Unendlich (Andrea Berg feat. Vanessa Mai) | Flo August, Jesper Borgen, Daniel Deimann, Andrea Ferber, Junkx, Vanessa Mai, Alexander Pavelich, Andrew Douglas Tyler, Joe Walter | Metamorphose    | 2022 |
| Uns gehört die Welt                       | Olaf Bossi, Felix Gauder | Hotel Tropicana | 2023 |
| Unser Lied                                | Dieter Bohlen | Regenbogen      | 2017 |
| Unser Moment                              | Berislaw Audenaerd, Matthias Distel, Stephan Endemann, Dominik de Leon                                                             | Matrix          | 2024 |

### V
| Titel                        | Autoren                                                                         | Album           | Jahr |
| ---------------------------- | ------------------------------------------------------------------------------- | --------------- | ---- |
| Venedig (Love Is in the Air) | Christoph Cronauer, Daniel Cronauer, Vanessa Mai, Matthias Zürkler              | Für immer       | 2019 |
| Verbotene Sehnsucht          | Olaf Roberto Bossi, Felix Gauder, Alexandra Kuhn                                | Endlos verliebt | 2014 |
| Verdammter Engel             | Choukri Gustmann, Katerina Loules, Lukas Loules                                 | Schlager        | 2018 |
| Vergessen dich zu vergessen  | Choukri Gustmann, Lukas Loules, AJ Mitchel, Jason Reeves, Cameron Walker-Wright | Schlager        | 2018 |
| Vibe                         | Christoph Cronauer, Daniel Cronauer, Vanessa Mai, Matthias Zürkler              | Metamorphose    | 2022 |
| Volltreffer ins Herz         | Justin Balk, Felix Gauder, Oliver Novakovic                                     | Endlos verliebt | 2014 |
| Von London nach New York     | Christoph Cronauer, Daniel Cronauer, Vanessa Mai, Matthias Zürkler              | —               | 2025 |
| Von Tokio bis Amerika        | Tobias Reitz, Thomas Rosenfeld                                                  | Wachgeküsst     | 2015 |

### W
| Titel                             | Autoren                                                                                    | Album                     | Jahr |
| --------------------------------- | ------------------------------------------------------------------------------------------ | ------------------------- | ---- |
| Wachgeküsst                       | Olaf Roberto Bossi, Felix Gauder, Alexandra Kuhn                                           | Wachgeküsst               | 2015 |
| Wahre Liebe tut nicht weh         | Felix Gauder, Julia Kautz, Oliver Novakovic                                                | Hotel Tropicana           | 2023 |
| Wait a Minute                     | Matthias Distel, Dominik de Leon, Patrick Liegl, Vanessa Ulmer                             | Matrix                    | 2024 |
| Wenn das wirklich Liebe ist       | John Ewbank, Lukas Loules                                                                  | Regenbogen                | 2017 |
| Wenn ich jetzt nicht geh          | Olaf Bossi, Felix Gauder                                                                   | Hotel Tropicana           | 2023 |
| Wie ein Blitz                     | Dieter Bohlen, Oliver Lukas                                                                | Für Dich                  | 2016 |
| Wie es einmal war                 | Felix Gauder, Oliver Novakovic, Tamara Olorga                                              | Schlager                  | 2018 |
| Wie es war                        | Florian Apfl, Megan Ashworth, Patrick Liegl                                                | Matrix                    | 2024 |
| Wiedersehen                       | Choukri Gustmann, Sjoerd Janssen, Wouter Janssen, Lukas Loules                             | Schlager                  | 2018 |
| Willst du oder nicht              | Dieter Bohlen, Oliver Lukas                                                                | Für Dich                  | 2016 |
| Wir 2 immer 1 (feat. Olexesh)     | Felix Gauder, Laura Kloos, Oliver Novakovic, Olexij Kosarev (Olexesh) und Phil Ratey (PzY) | Schlager                  | 2018 |
| Wir lieben das                    | Berislaw Audenaerd, Vivien Behr, Matthias Distel, Dominik de Leon                          | Matrix                    | 2024 |
| Wir sind heut schwindelfrei       | Dieter Bohlen, Oliver Lukas                                                                | Für Dich                  | 2016 |
| Wo du bist                        | Felix Gauder, Laura Kloos, Oliver Novakovic                                                | Regenbogen (Gold Edition) | 2018 |
| Wolke                             | Dieter Bohlen                                                                              | Regenbogen                | 2017 |
| Wolke 7                           | Felix Gauder, Oliver Lukas, Oliver Novakovic                                               | Wachgeküsst               | 2015 |
| Wolkenflieger                     | Felix Gauder, Daniel Gramer, Oliver Novakovic                                              | Hotel Tropicana           | 2023 |
| Wunder gibt’s nicht nur im Himmel | Dieter Bohlen, Oliver Lukas                                                                | Für Dich                  | 2016 |

### Z
| Titel                    | Autoren                                                            | Album           | Jahr |
| ------------------------ | ------------------------------------------------------------------ | --------------- | ---- |
| Zauberland               | Felix Gauder, Oliver Lukas, Oliver Novakovic                       | Wachgeküsst     | 2015 |
| Zehenspitzen             | Josha Aßmann, Vanessa Mai, Eike Staab, Konstantinos Tzikas         | Metamorphose    | 2022 |
| Zuhause (Christmas Time) | Jules Kalmbacher, Jens Schneider                                   | —               | 2020 |
| Zurück im Zauberland     | Olaf Bossi, Felix Gauder                                           | Hotel Tropicana | 2023 |
| Zusammen mit dir         | Christoph Cronauer, Daniel Cronauer, Vanessa Mai, Matthias Zürkler | Für immer       | 2020 |

## Coverversionen
| Titel                                                           | Autoren | Album                       | Jahr |
| --------------------------------------------------------------- | --- | --------------------------- | ---- |
| Auf anderen Wegen                                               | Andreas Bourani, Julius Hartog | Mai Tai                     | 2020 |
| Everlasting Love                                                | Buzz Cason, Mac Gayden | Gottschalks große 68er Hits | 2018 |
| Fort von hier                                                   | Christopher Curtis, Marjorie Duffield, Helen Park | Mai Tai                     | 2020 |
| Für dich                                                        | Dieter Bohlen, Lukas Hilbert, Klaus Hirschburger | Für Dich                    | 2016 |
| Geiles Life                                                     | Peter Glenister, Annerley Gordon, Lee Marrow, Giorgio Spagna | —                           | 2023 |
| Ich sterb für dich                                              | Dieter Bohlen, Oliver Lukas | Für Dich                    | 2016 |
| Irgendwie, irgendwo, irgendwann                                 | Jörn-Uwe Fahrenkrog-Petersen, Carlo Karges | Für Dich – Live aus Berlin  | 2017 |
| Letzte Weihnacht                                                | George Michael | —                           | 2017 |
| Ohne dich (schlaf ich heut Nacht nicht ein)                     | Michael Kunze, Aron Strobel, Stefan Zauner | Für Dich – Live aus Berlin  | 2017 |
| Ram pam pam (Remix) (Natti Natasha feat. Becky G & Vanessa Mai) | Ovimael Maldonado Burgos, Jean Carlos Hernández Espinal, Juan Manuel Frias, Rebbeca Marie Gómez, Natalia Gutierrez, Jules Kalmbacher, Valentina Lópe, Vanessa Mai, Andrea Mangiamarchi, Rafael Pina, Justin Rafael Quiles, Ramón Luis Ayala Rodríguez, Francisco Saldaña, Jens Schneider, Nino Karlo Segarra, Siggy Vázquez | —                           | 2021 |
| Schneemann                                                      | Sia Furler, Greg Kurstin | —                           | 2024 |
| Stille Nacht, heilige Nacht                                     | Franz Xaver Gruber, Joseph Mohr | —                           | 2016 |

## Unveröffentlichte Lieder
| Titel                                                                                     | Autoren                                                                    | Information                                                                   | Jahr |
| ----------------------------------------------------------------------------------------- | -------------------------------------------------------------------------- | ----------------------------------------------------------------------------- | ---- |
| Crazy                                                                                     | Brian Burton, Thomas Callaway, Gian Franco Reverberi, Gian Piero Reverberi | Teil der Das Beste der Feste Tour 2016.                                       | 2022 |
| Crazy in Love                                                                             | Shawn Carter, Rich Harrison, Beyoncé Knowles, Eugene Record                | Teil von Zuhause 2024 – Das Heimspiel live in Stuttgart.                      | 2024 |
| Ein Stern (… der deinen Namen trägt) (mit Feuerherz, DJ Ötzi & Florian Silbereisen)       | Nikolaus Presnik                                                           | Teil der Das Beste der Feste Tour 2016.                                       | 2016 |
| Faded (mit Alan Walker)                                                                   | Alan Walker, Jesper Borgen, Anders Frøen, Gunnar Greve Pettersen           | Gastauftritt bei Walkers Different World Tour in München am 3. Dezember 2018. | 2018 |
| Fang das Licht (mit Florian Silbereisen)                                                  | Michael Kunze, Jiří Zmožek                                                 | Teil der Das Beste der Feste Tour 2016.                                       | 2016 |
| Gib nicht auf (mit Ross Antony & Feuerherz)                                               | Kristina Bach, Birgit Heer, Nico Lobes                                     | Teil der Das Beste der Feste Tour 2016.                                       | 2016 |
| Horizont (mit Ross Antony, Feuerherz, Michelle, DJ Ötzi & Florian Silbereisen)            | Udo Lindenberg, Bea Reszat                                                 | Teil der Das Beste der Feste Tour 2016.                                       | 2016 |
| Ich liebe das Leben (mit Ross Antony, Feuerherz, Michelle, DJ Ötzi & Florian Silbereisen) | Leo Leandros, Klaus Munro                                                  | Teil der Das Beste der Feste Tour 2016.                                       | 2016 |
| Need You Now                                                                              | Dave Haywood, Josh Kear, Charles Kelley, Hillary Scott                     | Teil von Zuhause 2024 – Das Heimspiel live in Stuttgart.                      | 2024 |
| Verdammt, ich lieb’ Dich                                                                  | Bernd Dietrich, Matthias Reim                                              | Teil der Regenbogen Tour.                                                     | 2018 |